# 中国医院及专科声誉排行榜
中国医院及专科声誉排行榜是由复旦大学医院管理研究所推出的医院榜单，于每年11月公布上一年度结果。榜单分为《中国医院专科声誉排行榜》和《中国医院排行榜》。2015年起，又增加全国七大地区的专科和医院排行。排行榜主要借鉴美国最佳医院排行榜专科科声誉评比方法。

## 最新排名
2021年公布的2020年度中国医院排行榜综合排名的医院分别为：
1. 北京协和医院
2. 四川大学华西医院
3. 中国人民解放军总医院
4. 复旦大学附属中山医院
5. 上海交通大学医学院附属瑞金医院
6. 武汉同济医院（华中科技大学同济医学院附属同济医院）
7. 复旦大学附属华山医院
8. 中山大学附属第一医院
9. 武汉协和医院（华中科技大学同济医学院附属协和医院）
10. 浙江大学医学院附属第一医院
11. 西京医院（空军军医大学第一附属医院）
12. 北京大学第一医院
13. 北京大学第三医院
14. 中南大学湘雅医院
15. 中国医科大学附属第一医院
16. 浙江大学医学院附属第二医院
17. 上海交通大学医学院附属仁济医院
18. 南方医科大学南方医院
19. 郑州大学第一附属医院
20. 中南大学湘雅二医院
21. 北京大学人民医院
22. 江苏省人民医院（南京医科大学第一附属医院）
23. 上海交通大学医学院附属第九人民医院
24. 山东大学齐鲁医院
25. 西南医院（陆军军医大学第一附属医院）
26. 复旦大学附属肿瘤医院
27. 中国医学科学院肿瘤医院
28. 广州医科大学附属第一医院
29. 首都医科大学附属北京天坛医院
30. 广东省人民医院
31. 上海长海医院（海军军医大学第一附属医院）
32. 上海市第六人民医院
33. 中山大学肿瘤防治中心
34. 中国医学科学院阜外医院
35. 中国医科大学附属盛京医院
36. 首都医科大学附属北京同仁医院
37. 首都医科大学宣武医院
38. 南京鼓楼医院（南京大学医学院附属鼓楼医院）
39. 中日友好医院
40. 武汉大学人民医院
41. 上海市肺科医院
42. 首都医科大学附属北京儿童医院
43. 苏州大学附属第一医院
44. 武汉大学中南医院
45. 吉林大学第一医院
46. 中国人民解放军东部战区总医院
47. 首都医科大学附属北京安贞医院
48. 浙江大学医学院附属邵逸夫医院
49. 复旦大学附属眼耳鼻喉科医院
50. 复旦大学附属儿科医院

### 2022年最新公布的2021年度中国医院综合排行榜[4]
| 排名名稱 | 名稱                                   |
| -------- | -------------------------------------- |
| 1        | 中国医学科学院北京协和医院             |
| 2        | 四川大学华西医院                       |
| 3        | 中国人民解放军总医院                   |
| 4        | 上海交通大学医学院附属瑞金医院         |
| 5        | 复旦大学附属中山医院                   |
| 6        | 华中科技大学同济医学院附属同济医院     |
| 7        | 华中科技大学同济医学院附属协和医院     |
| 8        | 复旦大学附属华山医院                   |
| 9        | 中山大学附属第一医院                   |
| 10       | 浙江大学医学院附属第一医院             |
| 11       | 浙江大学医学院附属第二医院             |
| 12       | 北京大学第一医院                       |
| 13       | 空军军医大学西京医院                   |
| 14       | 北京大学第三医院                       |
| 15       | 中南大学湘雅医院                       |
| 16       | 中国医科大学附属第一医院               |
| 17       | 上海交通大学医学院附属仁济医院         |
| 18       | 南方医科大学南方医院                   |
| 19       | 郑州大学第一附属医院                   |
| 20       | 中南大学湘雅二医院                     |
| 21       | 北京大学人民医院                       |
| 22       | 江苏省人民医院                         |
| 23       | 上海交通大学医学院附属第九人民医院     |
| 24       | 山东大学齐鲁医院                       |
| 25       | 中国医学科学院肿瘤医院                 |
| 26       | 首都医科大学附属北京天坛医院           |
| 27       | 中山大学肿瘤防治中心                   |
| 28       | 复旦大学附属肿瘤医院                   |
| 29       | 陆军军医大学第一附属医院               |
| 30       | 中国医学科学院阜外医院                 |
| 31       | 广州医科大学附属第一医院               |
| 32       | 上海市第六人民医院                     |
| 33       | 中国医科大学附属盛京医院               |
| 34       | 广东省人民医院                         |
| 35       | 南京大学医学院附属鼓楼医院             |
| 36       | 首都医科大学附属北京同仁医院           |
| 37       | 首都医科大学宣武医院                   |
| 38       | 四川省人民医院                         |
| 39       | 海军军医大学第一附属医院               |
| 40       | 武汉大学人民医院                       |
| 41       | 首都医科大学附属北京儿童医院           |
| 42       | 上海市肺科医院                         |
| 43       | 中日友好医院                           |
| 44       | 四川大学华西口腔医院                   |
| 45       | 中山大学附属第三医院                   |
| 46       | 东南大学附属中大医院                   |
| 47       | 复旦大学附属儿科医院                   |
| 48       | 重庆医科大学附属第一医院               |
| 49       | 浙江大学医学院附属邵逸夫医院           |
| 50       | 首都医科大学附属北京安贞医院           |
| 51       | 复旦大学附属眼耳鼻喉科医院             |
| 52       | 山东省立医院                           |
| 53       | 青岛大学附属医院                       |
| 54       | 苏州大学附属第一医院                   |
| 55       | 武汉大学中南医院                       |
| 56       | 上海交通大学医学院附属新华医院         |
| 57       | 吉林大学第一医院                       |
| 58       | 中国人民解放军东部战区总医院           |
| 59       | 天津医科大学总医院                     |
| 60       | 北京医院                               |
| 61       | 重庆医科大学附属儿童医院               |
| 62       | 北京大学肿瘤医院                       |
| 63       | 西安交通大学第一附属医院               |
| 64       | 中山大学孙逸仙纪念医院                 |
| 65       | 中山大学中山眼科中心                   |
| 66       | 浙江大学医学院附属儿童医院             |
| 67       | 哈尔滨医科大学附属第二医院             |
| 68       | 首都医科大学附属北京朝阳医院           |
| 69       | 广州市妇女儿童医疗中心                 |
| 70       | 四川大学华西第二医院                   |
| 71       | 上海交通大学医学院附属上海儿童医学中心 |
| 72       | 首都医科大学附属北京友谊医院           |
| 73       | 中南大学湘雅三医院                     |
| 74       | 天津医科大学肿瘤医院                   |
| 75       | 安徽医科大学第一附属医院               |
| 76       | 北京积水潭医院                         |
| 77       | 北京大学口腔医院                       |
| 78       | 哈尔滨医科大学附属第一医院             |
| 79       | 上海市第一人民医院                     |
| 80       | 上海市胸科医院                         |
| 81       | 中国医学科学院血液病医院               |
| 82       | 南昌大学第一附属医院                   |
| 83       | 河南省人民医院                         |
| 84       | 福建医科大学附属第一医院               |
| 85       | 复旦大学附属妇产科医院                 |
| 86       | 陆军军医大学第二附属医院               |
| 87       | 南方医科大学珠江医院                   |
| 88       | 福建医科大学附属协和医院               |
| 89       | 中国医学科学院整形外科医院             |
| 90       | 上海市精神卫生中心                     |
| 91       | 浙江大学医学院附属妇产科医院           |
| 92       | 北京大学第六医院                       |
| 93       | 上海市（复旦大学附属）公共卫生临床中心 |
| 94       | 海军军医大学第二附属医院               |
| 95       | 安徽省立医院                           |
| 96       | 武汉大学口腔医院                       |
| 97       | 西安交通大学第二附属医院               |
| 98       | 空军军医大学唐都医院                   |
| 99       | 深圳市人民医院                         |
| 100      | 首都医科大学附属北京胸科医院           |

### 2023年最新公布的2022年度中国医院综合排行榜[5]
1. 北京协和医院
2. 四川大学华西医院
3. 中国人民解放军总医院
4. 上海交通大学医学院附属瑞金医院
5. 复旦大学附属中山医院
6. 武汉同济医院（华中科技大学同济医学院附属同济医院）
7. 复旦大学附属华山医院
8. 浙江大学医学院附属第二医院
9. 武汉协和医院（华中科技大学同济医学院附属协和医院）
10. 浙江大学医学院附属第一医院
11. 北京大学第一医院
12. 北京大学第三医院
13. 中南大学湘雅医院
14. 西京医院（空军军医大学第一附属医院）
15. 中山大学附属第一医院
16. 上海交通大学医学院附属仁济医院
17. 南方医科大学南方医院
18. 中国医科大学附属第一医院
19. 郑州大学第一附属医院
20. 中南大学湘雅二医院
21. 北京大学人民医院
22. 上海交通大学医学院附属第九人民医院
23. 山东大学齐鲁医院
24. 江苏省人民医院（南京医科大学第一附属医院）
25. 南京鼓楼医院（南京大学医学院附属鼓楼医院）
26. 中国医学科学院肿瘤医院
27. 西南医院（陆军军医大学第一附属医院）
28. 上海市第六人民医院
29. 中日友好医院
30. 复旦大学附属肿瘤医院
31. 首都医科大学附属北京天坛医院
32. 中山大学肿瘤防治中心
33. 广东省人民医院
34. 四川省人民医院
35. 中国医科大学附属盛京医院
36. 中国医学科学院阜外医院
37. 首都医科大学附属北京同仁医院
38. 首都医科大学附属北京儿童医院
39. 复旦大学附属儿科医院
40. 首都医科大学宣武医院
41. 上海长海医院（海军军医大学第一附属医院）
42. 广州医科大学附属第一医院
43. 山东第一医科大学附属省立医院（山东省立医院）
44. 上海交通大学医学院附属新华医院
45. 四川大学华西口腔医院
46. 东南大学附属中大医院
47. 武汉大学人民医院
48. 苏州大学附属第一医院
49. 上海市肺科医院
50. 浙江大学医学院附属邵逸夫医院
51. 南昌大学第一附属医院
52. 中国人民解放军东部战区总医院
53. 重庆医科大学附属第一医院
54. 复旦大学附属眼耳鼻喉科医院
55. 北京积水潭医院
56. 重庆医科大学附属儿童医院
57. 青岛大学附属医院
58. 中山大学附属第三医院
59. 首都医科大学附属北京安贞医院
60. 浙江大学医学院附属儿童医院
61. 吉林大学第一医院
62. 福建医科大学附属第一医院
63. 武汉大学中南医院
64. 西安交通大学第一附属医院
65. 中山大学孙逸仙纪念医院
66. 北京大学肿瘤医院
67. 天津医科大学总医院
68. 广州市妇女儿童医疗中心
69. 北京医院
70. 中山大学中山眼科中心
71. 四川大学华西第二医院
72. 中南大学湘雅三医院
73. 安徽医科大学第一附属医院
74. 北京大学口腔医院
75. 哈尔滨医科大学附属第二医院
76. 首都医科大学附属北京友谊医院
77. 首都医科大学附属北京朝阳医院
78. 南方医科大学珠江医院
79. 哈尔滨医科大学附属第一医院
80. 天津医科大学肿瘤医院
81. 浙江大学医学院附属妇产科医院
82. 上海市第一民医院
83. 上海交通大学医学院附属上海儿童医学中心
84. 河南省人民医院
85. 中国医学科学院血液病医院
86. 复旦大学妇产科医院
87. 上海市胸科医院
88. 中国科学技术大学附属第一医院
89. 福建医科大学附属协和医院
90. 北部戰區總醫院
91. 海軍軍醫大學第二附屬醫院
92. 上海市精神衛生中心
93. 空軍軍醫大學唐都醫院
94. 陸軍軍醫大學第二附屬醫院
95. 北京大學第六醫院
96. 西安交通大學第二附屬醫院
97. 武汉大学口腔医院
98. 深圳市人民医院
99. 中国医学科学院皮肤病医院

### 2024年最新公布的2023年度中国医院综合排行榜[6]
自本年度开始，复旦大学医院管理研究所公布的中国医院综合排行榜仅公布医院等级，同一级别的医院不分先后，按行政编码和笔画排序。
| 等级  | 医院名称 |
| ----- | --- |
| A++++ | 华北区（4）：中国人民解放军总医院、中国医学科学院北京协和医院、北京大学第一医院、北京大学第三医院 东北区（1）：中国医科大学附属第一医院 华东区（6）：上海交通大学医学院附属仁济医院、上海交通大学医学院附属瑞金医院、复旦大学附属中山医院、复旦大学附属华山医院、浙江大学医学院附属第一医院、浙江大学医学院附属第二医院 华中区（5）：郑州大学第一附属医院、华中科技大学同济医学院附属协和医院、华中科技大学同济医学院附属同济医院、中南大学湘雅二医院、中南大学湘雅医院 华南区（2）：中山大学附属第一医院、南方医科大学南方医院 西南区（1）：四川大学华西医院 西北区（1）：空军军医大学第一附属医院（西京医院）                       |
| A+++  | 华北区（7）：中日友好医院、中国医学科学院阜外医院、中国医学科学院肿瘤医院、北京大学人民医院、首都医科大学附属北京儿童医院、首都医科大学附属北京天坛医院、首都医科大学附属北京同仁医院 华东区（8）：上海市第六人民医院、上海交通大学医学院附属第九人民医院、复旦大学附属儿科医院、复旦大学附属肿瘤医院、海军军医大学第一附属医院、江苏省人民医院（南京医科大学第一附属医院）、南京大学医学院附属鼓楼医院、山东大学齐鲁医院 华南区（3）：广东省人民医院、广州医科大学附属第一医院、中山大学肿瘤防治中心 西南区（2）：陆军军医大学第一附属医院、四川省人民医院                                                                           |
| A++   | 华北区（3）：首都医科大学附属北京积水潭医院、首都医科大学附属北京安贞医院、首都医科大学宣武医院 东北区（1）：中国医科大学附属盛京医院 华东区（11）：上海市肺科医院、上海交通大学医学院附属新华医院、复旦大学附属眼耳鼻喉科医院、中国人民解放军东部战区总医院、东南大学附属中大医院、苏州大学附属第一医院、浙江大学医学院附属邵逸夫医院、福建医科大学附属第一医院、南昌大学第一附属医院、山东第一医科大学附属省立医院（山东省立医院）、青岛大学附属医院 华中区（2）：武汉大学人民医院、武汉大学中南医院 华南区（1）：中山大学附属第三医院 西南区（2）：重庆医科大学附属第一医院、四川大学华西口腔医院                                  |
| A+    | 华北区（7）：北京大学口腔医院、北京大学肿瘤医院、北京医院、首都医科大学附属北京友谊医院、首都医科大学附属北京朝阳医院、天津医科大学肿瘤医院、天津医科大学总医院 东北区（2）：吉林大学第一医院、哈尔滨医科大学附属第二医院 华东区（3）：浙江大学医学院附属儿童医院、中国科学技术大学附属第一医院（安徽省立医院）、安徽医科大学第一附属医院 华中区（1）：中南大学湘雅三医院 华南区（4）：广州市妇女儿童医疗中心、中山大学中山眼科中心、中山大学孙逸仙纪念医院、南方医科大学珠江医院 西南区（2）：重庆医科大学附属儿童医院、四川大学华西第二医院 西北区（1）：西安交通大学第一附属医院                                                   |
| A     | 华北区（4）：北京大学第六医院、首都医科大学附属北京世纪坛医院、中国医学科学院血液病医院（研究所）、中国人民解放军北部战区总医院 东北区（1）：哈尔滨医科大学附属第一医院 华东区（9）：上海市第一人民医院、上海市精神卫生中心、上海交通大学医学院附属上海儿童医学中心、上海交通大学医学院附属胸科医院、复旦大学附属妇产科医院、海军军医大学第二附属医院、浙江大学医学院附属妇产科医院、温州医科大学附属眼视光医院、福建医科大学附属协和医院 华中区（2）：河南省人民医院、武汉大学口腔医院 华南区（1）：深圳市人民医院 西南区（1）：陆军军医大学第二附属医院 西北区（2）：西安交通大学第二附属医院、空军军医大学第二附属医院（唐都医院） |